# Avenue de la Colonne
L'avenue de la Colonne (en occitan : avenguda de la Colomna) est une voie de Toulouse, chef-lieu de la région Occitanie, dans le Midi de la France.

## Situation et accès

### Description
L'avenue de la Colonne est une voie publique. Elle borde le quartier de Marengo-Jolimont.
La chaussée compte une voie de circulation automobile dans chaque sens. Elle appartient à une zone 30 et la vitesse y est limitée à 30 km/h. Il n'existe pas d'aménagement cyclable.

### Voies rencontrées
L'avenue de la Colonne rencontre les voies suivantes, dans l'ordre des numéros croissants (« g » indique que la rue se situe à gauche, « d » à droite) :
1. Rue Bertrand-Clauzel (g)
2. Rue du Général-Jean-Compans (d)
3. Impasse de la Colonne (d)
4. Rue Nicolas-Soult (g)
5. Rue Saint-Sylve (g)
6. Rue de Bornier (d)
7. Rue Gongous (d)
8. Rue Honoré-Reille (g)
9. Rue Montcabrier (g)
10. Rue de l'Obélisque (g)
11. Rue Albert-Mamy (g)
12. Allée des Acacias (g)
13. Chemin de Caillibens (d)
14. Rue Picard (g)
15. Rue Johannes-Kepler (g)
16. Rue Jean-Montariol (g)
17. Avenue Henri-Guillaumet (g)
18. Impasse de Salonique (d)

## Odonymie
Le nom de l'avenue fait référence à « la Colonne », nom sous lequel est désigné et connu populairement l'obélisque élevé en 1839 sur les hauteurs de Jolimont, d'après les plans de l'architecte de la ville Urbain Vitry, pour rendre hommage aux morts de la bataille de Toulouse, livrée le 10 avril 1814 par les troupes napoléoniennes du maréchal Nicolas Soult et les forces anglo-portugaises du général Arthur Wellesley de Wellington. C'est en 1865, à la suite d'une proposition d'Alphonse Brémond que le nom de la Colonne lui fut donnée.
Ce n'était, au XVIe siècle, qu'un simple chemin, connu comme le chemin de la Juncasse, car il menait à la métairie de la Juncasse qui exploitait les terres ingrates et marécageuses de la vallée de l'Hers, où poussaient les joncs (juncs en occitan, d'où juncassa, « lieu couvert ou planté de joncs »). Ce nom s'étendait d'ailleurs aussi à plusieurs voies qui prolongent l'avenue à l'ouest depuis l'ancienne porte Villeneuve (emplacement de l'actuelle rue Lafayette) – la rue des Sept-Troubadours – et à l'est – l'avenue Henri-Guillaumet et le chemin des Argoulets,. Au XVIIIe siècle, une partie de ce chemin fut renommée, comme l'actuelle rue du Général-Jean-Compans, chemin du Canal, parce qu'il longeait sur une partie le canal du Midi.

## Patrimoine et lieux d'intérêt

### Immeubles et maisons
- no  9 : maison toulousaine (vers 1899)[4].
- no  13 bis : maison toulousaine (début du XXe siècle)[5].
- no  25-27 : fabrique Giscard.  Inscrit MH (1975, façade et toiture sur l'avenue)[6] et  Inscrit MH (1998, fabrique)[7],[8].
- no  50 : maison (deuxième moitié du XIXe siècle ; 1981, Bernard Bachelot)[9].

### Établissements scolaires
- no  16 : école primaire publique Monge[10].
- no  32-34 : école et collège privés Sainte-Marie des Ursulines[11].